# Rasch in der That
Rasch in der That (Prompt à l'action) est une polka rapide de Johann Strauss II (op. 409). L'œuvre est créée le 29 janvier 1883 dans la salle Sofienbad de Vienne.

## Histoire
La polka est écrite pour le bal du carnaval de l'Association des journalistes de Concordia et est également été créée à cette occasion. Quelques jours plus tard, le 11 février 1883, Eduard Strauss dirige la polka sous le titre Ball Reporter lors d'un de ses concerts dans la salle de la Musikverein. L'origine de son titre actuel n'est pas connue. 

## Durée
Sa durée d'exécution est de 3 minutes et une seconde. Elle peut varier selon l'interprétation musicale du chef d'orchestre.

## Postérité
- En 1899, Adolf Müller incorpore les deux premières parties de la polka dans l'opérette Wiener Blut, qu'il compose sur la base de motifs de Johann Strauss (fils). Le duo d'opérette Grüß Gott, mein liebes Kind (Salut Dieu, mon cher enfant) est basé sur cette polka[réf. souhaitée].
- En 1974, la pièce est jouée lors du célèbre concert du nouvel an à Vienne, sous la direction de Willi Boskovsky.